# Bah Birong Ulu
Bah Birong Ulu is een bestuurslaag in het regentschap Simalungun van de provincie Noord-Sumatra, Indonesië. Bah Birong Ulu telt 557 inwoners (volkstelling 2010).